# Силовање и освета
Силовање и освета (енгл. Rape and revenge или rape-revenge) је поджанр хорор филмова који се карактерише тиме што појединац спроводи освету због силовања или других сексуалних напада почињених над њима или другима. Филмови овог жанра су често и трилери или вигиланте филмови.
Познати по графичком приказу насиља, силовања, мучења и сексуалних сцена, филмови из жанра силовања и освете изазвали су критичку пажњу и контроверзе, често стичући култни статус и ретроспективно се повезујући са New French Extremity покретом, андерграунд и артхаус кинематографијом.

## Теме и карактеристике
Силовање и освета је пионирски и, до сада, најконтроверзнији хибридни филмски жанр средином 20. века који се фокусира на главног протагонисту. Сматра се пионирским и контроверзним због приказа женских (главних) ликова који постају антихероји/вигиланти и укључују се у бруталну заверу како би елиминисали починиоце силовања који су им нанели зло. Постоји дебата о томе да ли освету мора спровести сам нападнути лик како би филм припадао овом жанру или то могу учинити и њихови вољени.
Рани филмови овог жанра стекли су популарност 1970-их, ослањајући се на шок вредност бруталних сцена силовања, које су биле праћене још шокантнијом садистичком осветом главног лика.

## Историја
Овај жанр произлази из фасцинације осветом у западној култури, почевши од трагедија старих Грка, настављајући се у елизабетанској Енглеској (код Томаса Кида и Вилијама Шекспира). Жеља за осветом или доживљавањем освете такође је била катализатор многих хорор филмова и романа, не само оних који се баве сексуалним нападима.
Најпознатија дела овог хибридног жанра потичу из друге половине 20. века, осим филма A Woman Branded из 1931. године, који приказује жену која је силована, заразила се венеричном болешћу и тражи освету над својим силоватељем. Овај филм се ретроспективно сматра једним од најранијих претходника поджанра "силовање и освета".

### Дјевичански извор
Године 1960, термин "силовање и освета" први пут је коришћен у филму Девичански извор (The Virgin Spring) Ингмара Бергмана, који се сматра најранијим филмом и претходником поджанра. Филм приказује оца који освећује своју ћерку након што су је силовала и убила тројица пастира. Према речима Бергмана, инспирација за филм дошла је из легенде о Перу Тореу, коју је читао као студент. Легенда говори о Перу Тореу, чијих је седам кћери било жртве седморице силоватеља. Бергман је такође био под утицајем јапанске кинематографије, посебно филма Рашомон (Rashomon, 1950).
После шведског издања овог филма, филм Thriller – A Cruel Picture из 1973. године дефинитивно је обликовао етику и развој жанра, иако је био трајно забрањен у Шведској.

### Утицаји и пионири
После америчког издања Девичанског извора, филм је инспирисао редитеља Веса Крејвена да направи свој деби филм Последња кућа са леве стране, чија је радња заснована на Бергмановом филму и шведској балади Töres döttrar i Wänge. Попут Бергмановог филма, радња Последња кућа са леве стране прати родитеље жртве који освећују своју ћерку. У неким случајевима, филм је био бруталнији и контроверзнији од Бергмановог, због експлицитног приказа силовања и сакаћења.
У Сједињеним Америчким Државама, 1970-их и раних 1980-их су снимљени бројни филмови из овог жанра, укључујући Пси од сламе (1971) Сема Пекинпоа, Death Wish (1974) Мајкла Винера, Lipstick (1976) Ламонта Џонсона, I Spit on Your Grave (1978) Меира Зарчија и Ms .45 (1981) Ејбела Фераре. Неки од ових филмова приказивани су у мејнстрим биоскопима, док су други били део андерграунд експлоатационих филмова.
Поред америчких, филмови овог жанра снимани су и у другим земљама, попут Филипина (Insiang Лина Броке), Јапана (Freeze Me Такашија Ишија), Финске, Русије (The Voroshilov Sharpshooter), Аргентине (I'll Never Die Alone, 2008), и Норвешке (The Whore, 2009).
Неколико редитељки покушало је да подвргне жанр критичком преиспитивању, укључујући Виржини Деспентес (Кресни ме, 2000), Корал Фаржеа (Освета, 2017), Џенифер Кент (The Nightingale, 2018) и Емералд Фенел (Жена која обећава, 2020). Последњи од њих је оживео поджанр и освојио бројне награде.
Неки филмови, попут Три билборда испред Ебинга у Мисурију и Жена која обећава, представљају субверзију овог жанра, јер приказују лик који је силован и убијен ван екрана, док протагониста тражи освету. Ови филмови не садрже графичко насиље и сцене силовања на екрану.
Мотиви овог жанра често се појављују као подзаплети у филмовима који нису формално део овог жанра, као што су Паклена поморанџа Стенлија Кјубрика, Отпозади Гашпара Ноа, Петпарачке приче и Убити Била Квентина Тарантина, Догвил Ларса фон Трира и Она Пола Верховена.

## Објашњење поджанра
Филмови овог жанра углавном прате три једноставна правила наративне структуре, слична класичној трочинској структури:
1. Силовање – Главни лик је (насилно) силован и можда додатно злостављан, мучен или остављен да умре; починиоци га често сматрају мртвим.
2. Повратак – Две су могуће опције:
  - Главни лик не преживљава, али његова смрт инспирише освету.
  - Главни лик преживљава, али је тешко погођен, те пролази кроз психолошку обнову.
3. Освета – Главни лик (и опционално треће лице) спроводи план да елиминише силоватеље.

У филму Отпозади, ова структура је обрнута – први део приказује освету, а затим прате догађаје који су довели до тога. Роџер Иберт је тврдио да, због ове структуре и обмане у освети, Отпозади не може бити класификован као експлоатациони филм.

## Значајни филмови
- 13 Assassins (2010)[16]
- 22 Female Kottayam
- 6 Guns
- American Mary
- Avenged (2013)[17]
- Bad Reputation (2005)
- Bandit Queen
- Кресни ме
- Big Driver
- The Birth of a Nation (2016)
- Blink Twice
- Врана (филм из 1994) (1994)
- Coward of the County
- Daughter of Darkness (1993)
- Death Rides a Horse
- Death Weekend
- Death Wish (1974)[18]
- Death Wish II
- Demented (2010)
- Са ђаволом све време
- ¡Dispara!
- Она (филм из 2016)
- Extremities
- Eye for an Eye (1996)[18]
- Fear Island
- Freeze Me
- Girls Against Boys
- Она (филм из 2016)

 (2009, 2011)
- Gone (2012)
- Grave of the Vampire[19]
- A Gun for Jennifer
- Gun Woman
- Gutterballs
- Hannie Caulder[18]
- Горки слаткиш (2005)
- Брда имају очи (1977)
- Брда имају очи 2 (1984)
- Брда имају очи) (2003)
- Брда имају очи 2 (2007)
- Horns (2013)
- Hora (2009)
- The Horseman
- The House of the Spirits
- Видео сам ђавола (2010)
- Пљунем ти на гроб (1978)
- Пљунем ти на гроб 2: Дивљачка освета (1993)
- Пљунем ти на гроб 3: Дежа ви (2019)
- Пљунем ти на гроб (2010)
- Пљунем ти на гроб 2 (2013)
- Пљунем ти на гроб 3: Освета је моја (2015)
- Insiang
- Отпозади (2002)
- Jackson County Jail
- Jungle Warriors
- Опасна Џенифер (2009)
- Убити Била
- Kill the Rapist?
- Црна мачка
- The Ladies Club
- Lady Snowblood
- Последња кућа са леве стране (1972, 2009)
- Last Stop on the Night Train
- Lipstick (1976)
- Liquid Sky (1982)
- Мементо  (2000)
- Men Can't Be Raped
- MFA
- Mom (2017)
- Ms .45 (1981)
- Naan Sigappu Manithan (1985)
- The Nightingale (2018)
- Nocturnal Animals (2016)
- Otis
- Жена која обећава (2020)
- Rape of Love
- Црвена Соња (1985)
- Return to Sender (2015)
- Revenge (2017)
- Revengers Tragedy
- Rings (2017)
- Riot on Sunset Strip
- Rise: Blood Hunter
- Rob Roy (1995)
- Run! Bitch Run!
- Savage Streets
- Savages (2012)
- Српски филм (филм)[20]
- Shutter (2004, 2008)
- Спавачи (филм, 1996)
- Свини Тод: Паклени берберин из улице Флит (2007)
- The Stendhal Syndrome
- The Strange Thing About the Johnsons
- The Stranger (1995)
- Пси од сламе (1971, 2011)
- Sudden Impact (1983)
- Teeth (2007)
- Три билборда испред Ебинга у Мисурију (2017)
- Thriller – A Cruel Picture (1973)
- Ticked-Off Trannies with Knives
- Titus (1999), модернизована адаптација Шекспира Тит Андроник
- Tomcats (1977)
- Девичански извор (1960)
- Voroshilov Sharpshooter
- Vulgar
- Wehshi Haseena (2004)
- Wild Things (1998)
- Wild Things 2
- Wild Things: Diamonds in the Rough
- Wild Things: Foursome

## Пријем и наслеђе
Филм Девичански извор добио је подељене критике, али је био подвргнут цензури након изласка у САД. Касније је освојио Оскара за најбољи филм на страном језику, чиме је постао први "rape and revenge" филм који је добио ову награду. Током година, филм је добио позитивне ретроспективне оцене и инспирисао многе касније филмове, што га чини једним од најзначајнијих претходника овог поджанра.
Овај поджанр изазвао је велику критичку пажњу и контроверзе, посебно у контексту хорор филмова. Често је означаван као један од најконтроверзнијих жанрова, а критичари су га оптуживали за воајеризам и слављење насиља. Велики део академске дебате долази од феминистичких критика које анализирају сложену политику овог жанра и његов утицај на филмску индустрију.
Књига Rape-Revenge Films: A Critical Study ауторке Александре Хелер-Николас даје дубљу анализу овог жанра, истичући да појам "силовање-освета" не треба поједностављивати. Она тврди да је неопходно анализирати сваки филм појединачно, како би се избегло генерализовање и како би се разумеле различите моралне перспективе у погледу чина освете.
Филмови из овог жанра често изазивају контроверзе тиме што публику чине саучесницима у насиљу које се приказује. Овај баланс између реалистичног приказа ужасне стварности и избегавања претераног шокирања публике често је тежак за постизање.
Филм Пљунем ти на гроб је један од најконтроверзнијих у овом жанру, због експлицитног приказа групног силовања и изузетно насилне освете главне јунакиње. Феминистичке групе су протестовале против овог филма, тврдећи да он на неки начин слави насиље. Америчко удружење за филмску цензуру (MPAA) првобитно је покушало да спречи да филм добије ознаку R (ограничено гледање), али након што су одређене сцене изрезане, ознака је враћена.
Сличне контроверзе пратиле су и филмове Отпозади, Последња кућа са леве стране и Thriller – A Cruel Picture, при чему је Отпозади познат по деветоминутној сцени непрекидног силовања, што је довело до бурних реакција публике на премијери.
Аниме адаптација Redo of Healer такође је привукла критике због употребе силовања као кључног елемента радње. Једна рецензија га је описала као "најозлоглашенију и најподељенију аниме серију сезоне, која користи осветничко силовање као кључни мотив". Ипак, серија је стекла значајан број гледатељки, што је чак и изненадило аутора оригиналног материјала.